# Ренцо Буріні
Ренцо Буріні (італ. Renzo Burini, нар. 10 жовтня 1927, Пальманова) — італійський футболіст, що грав на позиції нападника. По завершенні ігрової кар'єри — футбольний тренер.
Виступав за «Мілан», «Лаціо» та «Чезену», а також національну збірну Італії.

## Клубна кар'єра
Народився 10 жовтня 1927 року в місті Пальманова. Вихованець футбольної школи клубу «Пальманова».
У дорослому футболі дебютував 1947 року виступами за команду клубу «Мілан». Дебютував в Серії А 4 січня 1948 року в поєдинку проти «Барі» (8:1), зробивши дубль, після чого швидко став основним гравцем. 1 лютого 1953 року проти «Палермо», отримав перелом правої ноги, через що більше за «Мілан» не грав. Загалом за «россо-нері» провів шість сезонів, взявши участь у 190 матчах чемпіонату в Серії А і у сезоні 1950/51 став чемпіоном Італії.
У 1953 році перейшов в «Лаціо». Тут Ренцо стає основним гравцем протягом 6 сезонів, провівши в цілому 148 матчів (140 у чемпіонаті і 8 в Кубку Італії) і забивши 40 голів (35 і 5 відповідно). У 1958 році з «біло-блакитними» Буріні здобув перемогу в Кубку Італії. Загалом провів 330 матчів і забив 123 голи в Серії А.
Завершив професійну ігрову кар'єру 1962 року у клубі «Чезена» з нижчих дивізіонів, в якій протягом 1959—1961 років працював граючим тренером.

## Виступи за збірну
8 квітня 1951 року дебютував в офіційних іграх у складі національної збірної Італії в Лісабоні в товариському матчі проти збірної Португалії, забивши свій перший і єдиний гол за Скуадру Адзурру. Всього протягом кар'єри у національній команді, яка тривала 5 років, провів у формі головної команди країни лише 4 матчі, забивши 1 гол.
У складі збірної був учасником футбольного турніру на Олімпійських іграх 1948 року у Лондоні.

## Кар'єра тренера
Розпочав тренерську кар'єру, ще продовжуючи грати на полі, 1959 року, очоливши тренерський штаб «Чезени». У 1962—1963 роках працював головним тренером клубу «Форлі».
У сезоні 1968/69, з метою бути недалеко від дому, приймає пропозицію «Про Патрії» із Серії С, де стає помічником Кало Рігалії. Цю посаду він обіймав протягом двох років. У сезоні 1970/71 Ренцо став головним тренером «бланкоблу», і врятував команду від вильоту із Серії С.
Пізніше працював в клубі «Оменья» та «Монца», де залишається на кілька років, в тому числі, працюючи з молодіжним сектором. У сезоні 1981/82 повернувся в «Про Патрію» із Серії С2, працюючи помічником Лео С'єгеля.
| Дата       | Місто   | Господарі  | Результат | Гості     | Турнір                             | Голи | Примітки |
| ---------- | ------- | ---------- | --------- | --------- | ---------------------------------- | ---- | -------- |
| 08/04/1951 | Лісабон | Португалія | 1 – 4     | Італія    | товариський матч                   | 1    |          |
| 06/05/1951 | Мілан   | Італія     | 0 – 0     | Югославія | товариський матч                   | -    |          |
| 25/11/1951 | Луґано  | Швейцарія  | 1 – 1     | Італія    | Кубок Центральної Європи 1948—1953 | -    |          |
| 18/12/1955 | Рим     | Італія     | 2 – 1     | ФРН       | товариський матч                   | -    |          |
| Усього     |         | Матчів     | 4         |           | Голів                              | 1    |          |

## Титули і досягнення

### Як гравця
- Чемпіон Італії (1):

«Мілан»: 1950–51
- Володар Кубка Італії (1):

«Лаціо»: 1957–58
- Володар Латинського кубка (1):

«Мілан»: 1951